# Deutsche Meisterschaften 1950
Als Deutsche Meisterschaft(en) 1950 oder DM 1950 bezeichnet man folgende Deutsche Meisterschaften, die im Jahr 1950 stattgefunden haben:
- Deutsche Nordische Skimeisterschaften 1950
- Deutsche Schwimmmeisterschaften 1950
- Deutsche Turnmeisterschaften 1950
- Deutsches Meisterschaftsrudern 1950
- Deutsche Leichtathletik-Meisterschaften 1950
- Deutsche Feldhandball-Meisterschaft 1950
- Deutsche Handballmeisterschaft 1950
- Deutsche Basketballmeisterschaft der Frauen 1950